# Воллес (Канзас)
Воллес (англ. Wallace) — місто (англ. city) в США, в окрузі Воллес штату Канзас. Населення — 41 особа (2020).

## Географія
Воллес розташований за координатами 38°54′46″ пн. ш. 101°35′35″ зх. д. / 38.91278° пн. ш. 101.59306° зх. д. (38.912653, -101.592990).  За даними Бюро перепису населення США в 2010 році місто мало площу 1,04 км², уся площа — суходіл.

## Демографія
Згідно з переписом 2010 року, у місті мешкало 57 осіб у 24 домогосподарствах у складі 16 родин. Густота населення становила 55 осіб/км².  Було 32 помешкання (31/км²).
Расовий склад населення:
| - 100,0 % — білих |

До двох чи більше рас належало 0,0 %. Частка іспаномовних становила 0,0 % від усіх жителів.
За віковим діапазоном населення розподілялося таким чином: 24,6 % — особи молодші 18 років, 57,9 % — особи у віці 18—64 років, 17,5 % — особи у віці 65 років та старші. Медіана віку мешканця становила 49,6 року. На 100 осіб жіночої статі у місті припадало 83,9 чоловіків;  на 100 жінок у віці від 18 років та старших — 79,2 чоловіків також старших 18 років.
Середній дохід на одне домашнє господарство  становив 41 030 доларів США (медіана — 29 500), а середній дохід на одну сім'ю — 42 721 долар (медіана — 29 000). 
Цивільне працевлаштоване населення становило 25 осіб. Основні галузі зайнятості: роздрібна торгівля — 24,0 %, науковці, спеціалісти, менеджери — 20,0 %, публічна адміністрація — 16,0 %.